# Municipio de Lincoln (condado de Christian)
El municipio de Lincoln (en inglés: Lincoln Township) es un municipio ubicado en el condado de Christian en el estado estadounidense de Misuri. En el año 2010 tenía una población de 4953 habitantes y una densidad poblacional de 45,09 personas por km².

## Geografía
El municipio de Lincoln se encuentra ubicado en las coordenadas 37°2′23″N 93°25′22″O / 37.03972, -93.42278. Según la Oficina del Censo de los Estados Unidos, el municipio tiene una superficie total de 109.86 km², de la cual 109.56 km² corresponden a tierra firme y (0.27%) 0.3 km² es agua.

## Demografía
Según el censo de 2010, había 4953 personas residiendo en el municipio de Lincoln. La densidad de población era de 45,09 hab./km². De los 4953 habitantes, el municipio de Lincoln estaba compuesto por el 96.67% blancos, el 0.44% eran afroamericanos, el 0.83% eran amerindios, el 0.14% eran asiáticos, el 0.02% eran isleños del Pacífico, el 0.46% eran de otras razas y el 1.43% pertenecían a dos o más razas. Del total de la población el 2% eran hispanos o latinos de cualquier raza.